# Puiseuxreeks

Afgestopte puiseuxuitbreidingen voor de kubieke curve op het dubbele punt. Donkerdere kleuren duiden op meer termen.

In de wiskunde zijn puiseuxreeksen een veralgemening van machtreeksen die negatieve en fractionele exponenten van de onbepaalde mogelijk maken. Bijvoorbeeld de reeks
{\displaystyle {\begin{aligned}x^{-2}&+2x^{-1/2}+x^{1/3}+2x^{11/6}+x^{8/3}+x^{5}+\cdots \\&=x^{-12/6}+2x^{-3/6}+x^{2/6}+2x^{11/6}+x^{16/6}+x^{30/6}+\cdots \end{aligned}}}
is een puiseuxreeks in de onbepaalde x. De puiseuxreeks werd voor het eerst geïntroduceerd door Isaac Newton in 1676 en herontdekt door Victor Puiseux in 1850.
De definitie van een puiseuxreeks houdt in dat de noemers van de exponenten begrensd moeten zijn. Dus door exponenten terug te brengen tot een gemeenschappelijke noemer n, wordt een puiseuxreeks een laurentreeks in een nde wortel van de onbepaalde. Het bovenstaande voorbeeld is bijvoorbeeld een laurentreeks in {\displaystyle x^{1/6}.} Omdat een complex getal n nde wortels heeft, definieert een convergente puiseuxreeks doorgaans n functies in de omgeving van 0.
De stelling van Newton-Puiseux stelt dat, gegeven een veeltermvergelijking {\displaystyle P(x,y)=0} met complexe coëfficiënten, dan kunnen de oplossingen in y, gezien als functies van x, worden uitgebreid als puiseuxreeksen in x die convergent zijn in een bepaalde omgeving van 0 . Met andere woorden, elke tak van een algebraïsche kromme kan lokaal worden beschreven door een puiseuxreeks in x (of in x − x0 bij het beschouwen van takken boven een buurt van x0 ≠ 0).
Met behulp van moderne terminologie beweert de stelling van puiseux dat de verzameling puiseuxreeksen over een algebraïsch gesloten veld met karakteristiek 0 zelf een algebraïsch gesloten veld is. Dit wordt het veld van de puiseuxreeks genoemd. Het is de algebraïsche sluiting van het veld van de formele laurentreeksen, dat zelf het quotiëntenlichaam is van de ring van formele machtreeksen.